# Uroleucon picridis
Uroleucon picridis är en insektsart som först beskrevs av Fabricius 1775.  Uroleucon picridis ingår i släktet Uroleucon och familjen långrörsbladlöss. Inga underarter finns listade i Catalogue of Life.